# Greg Toler
(en) Statistiques sur pro-football-reference
Greg Toler, né le 2 janvier 1985 à Washington (district de Columbia), est un américain, joueur professionnel de football américain au poste de cornerback en National Football League. Il est actuellement agent libre.
Toler est le premier joueur de Saint Paul's College (en), une université traditionnellement noire de Lawrenceville (Virginie), à être sélectionné en NFL.

## Carrière

### Débuts
Durant son année senior au Northwestern High School (en) de Hyattsville (Maryland), Toler doit décliner plusieurs propositions de bourses d'études car ses notes trop basses ne lui permettent pas d'entrer à l'université. Il travaille ensuite dans une enseigne J. C. Penney et joue au football semi-professionnel dans la zone Washington (DC)–Virginia–Maryland de la DC Explosion (NAFL), où il est repéré par un entraîneur de Saint Paul's College (en) (Virginie). Il intègre cet établissement grâce à une bourse.

### Carrière professionnelle
Lors du draft 2009 de la NFL, Toler est considéré comme l'un des espoirs les plus prometteurs et classé 17e meilleur cornerback disponible. Il est sélectionné en quatrième ronde (au 131e choix au total) par les Cardinals de l'Arizona, les Tigers de Saint Paul ayant déjà effectué leur sélection en draft NFL. Mais Toler participe pas à la saison 2011 à cause d'une déchirure au ligament croisé antérieur.
Il signe avec les Colts d'Indianapolis le 12 mars 2013. Cependant, il est placé sur la liste des blessés en réserve le 6 janvier 2014 après s'être blessé à l'aine lors d'un match en wild card contre les Chiefs de Kansas City, que les Colts remportent 45 à 44.
Le 13 avril 2016, Toler signe un contrat d'un an avec les Redskins de Washington. Après la saison 2016, il est libéré et n'a depuis plus été engagé par une franchise NFL.